# Fâneața Izvoarelor Crișul Pietros
Fâneața Izvoarelor Crișul Pietros este o arie protejată de interes național ce corespunde categoriei a IV-a IUCN (rezervație naturală de tip botanic), situată în nord-vestul Transilvaniei, pe teritoriul județului Bihor.

## Localizare
Aria naturală (înclusă în Parcul Natural Apuseni) se află în extremitatea sud-estică a județului Bihor (în ramura nordică a Munților Bihorului - grupă montană a Apusenilor ce aparține lanțului carpatic al Occidentalilor), pe teritoriul  pe teritoriul administrativ al comunei Pietroasa, în imediata apropiere a drumului județean DJ763 care leagă Satul de vacanță Boga de zona turistică Padiș.

## Descriere

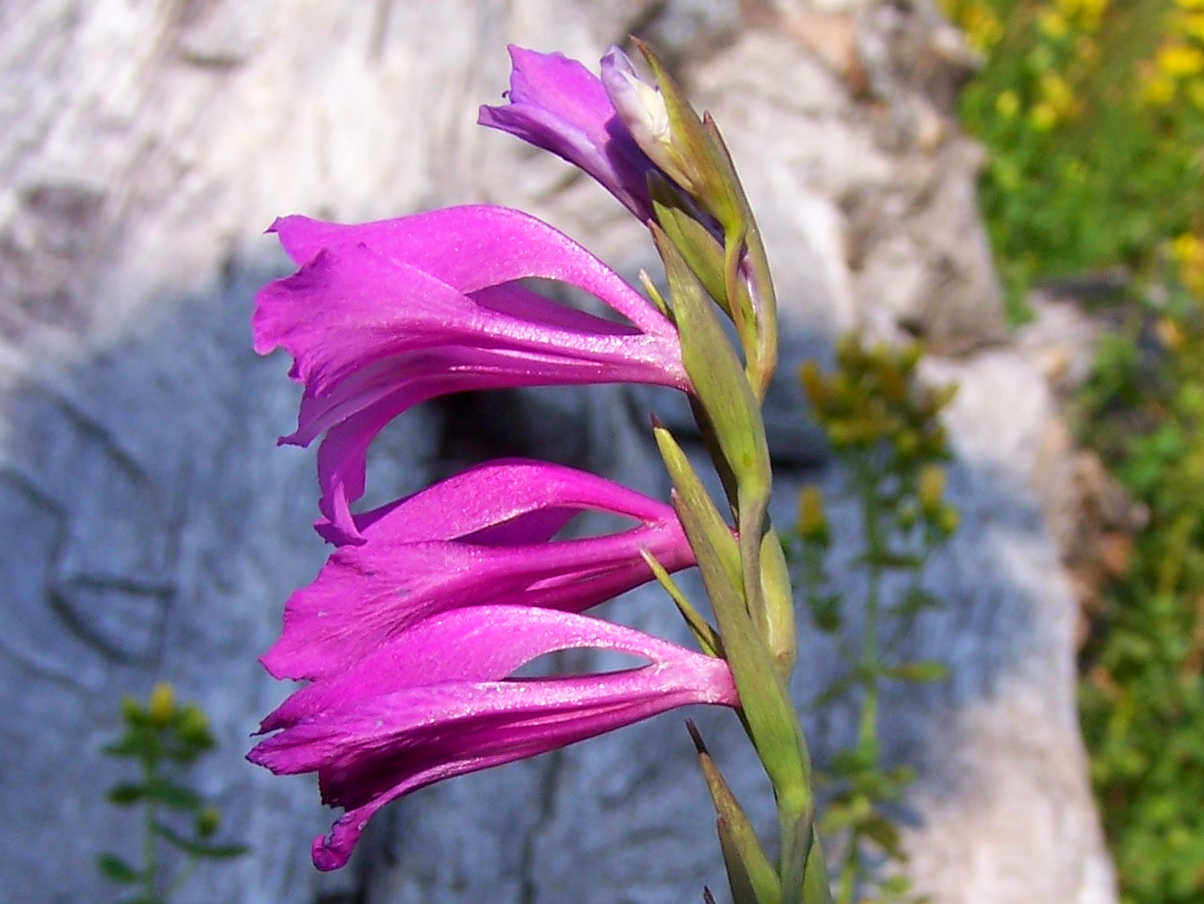
Săbiuţă (Gladiolus imbricatus)

Rezervația naturală cu o suprafață de un hectar a fost declarată arie protejată prin Legea Nr.5 din 6 martie 2000 (privind aprobarea Planului de amenajare a teritoriului național - Secțiunea a III-a - zone protejate, publicată în Monitorul Oficial al României, Nr.152 din 12 aprilie 2000) și se suprapune ariei de protecție specială avifaunistică - Munții Apuseni - Vlădeasa.
Rezervația se află pe malul râului Boga (în partea estică a satului Pietroasa) și reprezintă o zonă naturală acoperită cu fâneață piemontană unde vegetează mai multe rarități floristice printre care și o gladiolă (Gladiolus imbricatus) cunoscută sub denumirea populară de săbiuță; specie de plantă (ocrotită prin lege) protejată la nivel european prin Directiva 92/43/CE (anexa I-a) din 21 mai 1992 (privind conservarea habitatelor naturale și a speciilor de faună și floră sălbatică).

## Obiective turistice aflate în vecinătate
- Biserica de lemn „Pogorârea Sf. Gheorghe” din Cociuba Mică, lăcaș de cult (ridicat în secolul al XVIII-lea) aflat pe lista monumentelor istorice sub codul LMI BH-II-m-B-01136.
- Rezervațiile naturale: Avenul Borțigului, Complexul Carstic din Valea Ponorului, Groapa Ruginoasa, Groapa de la Bârsa, Molhașurile din Valea Izbucelor, Pietrele Galbenei, Piatra Bulzului, Pietrele Boghii, Poiana Florilor, Platoul Carstic Padiș, Platoul Carstic Lumea Pierdută, Peștera lui Micula, Peștera Urșilor, Săritoarea Bohodeiului, Valea Galbenei și Vârful Biserica Moțului.